# Ticonderogaklasse
De Ticonderogaklasse is een klasse kruisers van de US Navy. Het eerste schip werd besteld in 1978.

## Ontwerp
Het ontwerp is gedeeltelijk gebaseerd op dat van de jagers van de Spruanceklasse, maar de Ticonderogaklasse is groter, waardoor er ruimte is voor het Aegis-wapensysteem. Aanvankelijk stonden de schepen te boek als luchtverdedigingsvariant van de Spruanceklasse en de eerste vijf schepen zijn nog als jager besteld. Nog voor de indienststelling werden ze gereclasseerd als kruiser en werd de typeaanduiding veranderd van DDG (geleidewapenjager) in CG (geleidewapenkruiser).
Dit gold in elk geval voor de Ticonderoga en Yorktown. Vincennes en Valley Forge zijn waarschijnlijk ook nog als geleidewapenjager besteld. Vanaf Arleigh Burke werd met DDG-51 de nummering voortgezet.
De toegenomen waterverplaatsing van de schepen, ze zijn 1.500 ton groter dan de Spruanceklasse, zorgde voor spanningen in de romp en bovenbouw. Dit probleem is in de jaren tachtig en negentig verholpen.

## Aegis
De Aegis is een complex sensor-, wapen- en commandosysteem dat gebruikmaakt van een SPY-1 Phased Array Radar. Vier stationaire antennes zijn bevestigd aan de bovenbouw van het schip, wat een beeld van 360° mogelijk maakt. De eerste schepen hadden de antennes bevestigd aan de voorste en achterste bovenbouw, bij latere eenheden zijn de antennes bij elkaar gebracht.
Voor en achter voerden de eerste vijf schepen een dubbele Mk. 26 lanceerinrichting, waarmee Standard missiles, ASROC en Harpoon raketten gelanceerd kunnen worden. De latere schepen hebben twee Mk. 41 Vertical Launching Systems (VLS). Deze maakten een uitbreiding mogelijk van 88 naar 122 raketten en kunnen, niet onbelangrijk, ook Tomahawk kruisraketten lanceren.

## Actuele status
Alle vijf de kruisers zonder verticaal lanceersysteem zijn uit dienst gesteld. De 22 nieuwere schepen krijgen een zogeheten levensverlengend onderhoud waardoor ze maximaal 35 jaar in dienst kunnen blijven.

## Trivia
- Aangepaste Essexklasse-vliegdekschepen worden ook aangeduid met Ticonderogaklasse.